# Krusa tuberculata
Krusa tuberculata is een hooiwagen uit de familie Sclerosomatidae.